# Schizonycha rhodesiana
Schizonycha rhodesiana är en skalbaggsart som beskrevs av Moser 1920. Schizonycha rhodesiana ingår i släktet Schizonycha och familjen Melolonthidae. Inga underarter finns listade i Catalogue of Life.